# Jessica Iskandar
Jessica Iskandar (n. 29 ianuarie 1988, Jakarta) este o actriță și model din Indonezia.

## Viața
Chika, porecla ei, a început cariera de model lume. Anterior, el a fost o școală model de la John Casablanca. După ce a încercat turnare în unele agenții, Chika primit rolul personajului Kara în filmul Dealova în 2005. Chika a jucat, de asemenea, în filmul de scurt metraj Diva (2007). În prezent, ea este prezentator "Dahsyat" în RCTI din martie 2011. De asemenea, ea a jucat în "Campur-Campur" în antv.